# Calliandra wendlandii
Calliandra wendlandii är en ärtväxtart som beskrevs av George Bentham. Calliandra wendlandii ingår i släktet Calliandra och familjen ärtväxter. Inga underarter finns listade i Catalogue of Life.